# Kij Johnson

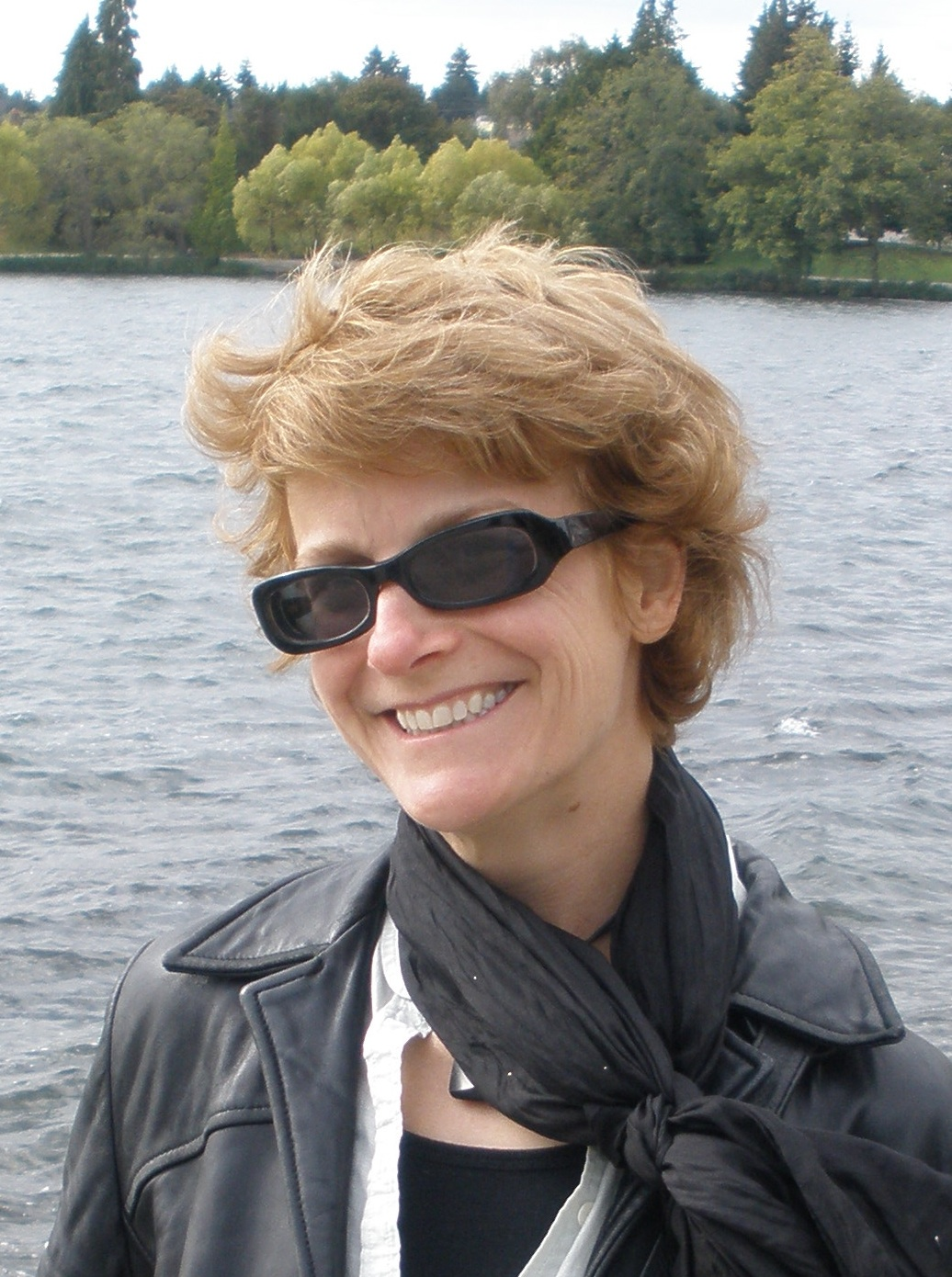
Kij Johnson 2009

Katherine Irenae Johnson (* 20. Januar 1961 in Harlan (Iowa)) ist eine US-amerikanische Schriftstellerin, die Science-Fiction- und Mystery-Romane sowie Kurzgeschichten veröffentlicht.

## Leben
Kij Johnson stammt aus einer Verlegerfamilie. Ihr Großvater war Verleger von Landwirtschaftsmagazinen und ihre Großeltern und Eltern waren Lektoren. Ihre Mutter war Schulbibliothekarin und brachte immer Bücher mit nach Hause. Am St. Olaf College in Northfield (Minnesota) machte Kij Johnson ihren Bachelor-Abschluss und arbeitete danach als Lektorin bei diversen Verlagen, verwaltete Buchläden und arbeitete beim Radio.
Mit 25 Jahren begann sie zu schreiben. 1987 verkaufte sie dann ihre erste Geschichte.
Seit 1997 ist sie Jurymitglied im Finale des Theodore Sturgeon Memorial Award.
Sie ist stellvertretende Direktorin des Zentrums für Science-Fiction-Studien und seit 2012 Assistenzprofessorin im Schreiben an der University of Kansas.

## Werke
in deutscher Übersetzung erschienen:
- 1999: Die Ehre des Drachen, Roman, mit Greg Cox, übersetzt von Uwe Anton, Wilhelm Heyne Verlag, München (Star Trek: The Next Generation, Bd. 51). ISBN 3-453-14983-1 (Dragon's Honor, 1996)
- 2005: Die Fuchsfrau, Roman, übersetzt von Michael Koseler, Piper Verlag, München und Zürich. ISBN 978-3-492-70039-9 (The Fox Woman, 2000). 2007 Taschenbuchausgabe als Das Geheimnis der Fuchsfrau. ISBN 978-3-492-26635-2

## Auszeichnungen
- Theodore Sturgeon Memorial Award 1994, Beste Kurzgeschichte: Fox Magic, erschienen in Asimov's Science Fiction
- IAFA William L. Crawford Fantasy Award 2001, Beste Kurzgeschichte: The Fox Woman
- World Fantasy Award 2009, Beste Kurzgeschichte: 26 Monkeys, Also the Abyss, erschienen in Asimov's Science Fiction
- Nebula Award 2009, Beste Kurzgeschichte: Spar, erschienen im Clarkesworld Magazine
- Nebula Award 2010, Beste Kurzgeschichte: Ponies, erschienen auf tor.com
- Nebula Award 2011, Bester Kurzroman: The Man Who Bridged The Mist, erschienen in Asimov's Science Fiction
- Hugo Award 2012, Bester Kurzroman: The Man Who Bridged The Mist, erschienen in Asimov's Science Fiction
- World Fantasy Award 2017, Bester Kurzroman: The Dream-Quest of Vellitt Boe
- World Fantasy Award 2019, Bester Kurzroman: The Privilege of the Happy Ending